# Одрынский сельский совет
Одрынский се́льский сове́т — входил до 2020 года в состав Нововодолажского района Харьковской области Украины. Административный центр сельского совета находился в селе Одрынка.

## История
- между 1917 и 1938 — дата образования Одрынского сельского Совета депутатов трудящихся в составе Водолажского района Харьковской губернии Украинской Советской Советской Социалистической Республики.
- С 1923 года — в составе Харьковского о́круга, с 1932 — Харьковской области УССР.
- 17 июля 2020 — в рамках административно-территориальной «реформы» по новому делению Харьковской области[2][3] Одрынский сельсовет и весь Водолажский район были ликвидированы; входящие в с/совет населённые пункты и его территории вошли в … территориальную общину (укр. громаду) … района.

## Адрес сельсовета
- 63210, Харковская область, Нововодолажский район, с. Одрынка, ул. Ленина, 105.

## Населённые пункты совета
- село Одрынка
- село Кут
- село Пластуно́вка

### Ликвидированные населённые пункты
- ́село село Лысый Горб (после 1945 переименовано из Гелунева Горба;  до 1966 вошло в состав Одрынского сельсовета; после 1967 присоединено к Одрынке).
- село Паньковка (было расположено на левом берегу реки Черемушной): в 1941 году 54 двора.
- село Городище (было расположено между Одрынкой и Огульцами): в 1941 году 62 двора.
- хутор Шкапы.
- хутор Засядько.